# Bahram VII
Bahram VII (en persa medio: Wahrām) era hijo de Yazdegard III, el último Shahanshah del Imperio Sasánida. Después de la muerte de su padre en Merv en 651, Bahram huyó a China junto con muchos otros nobles sasánidas, donde él y su hermano Peroz III le pidieron al emperador chino Gaozong que los apoyara en su lucha contra los árabes. Bahram intentó repetidamente recuperar los territorios iraníes ocupados de los árabes, cosa que no logró.
Algunos identifican al aristócrata Aluohan como Bahram VII. Según un erudito chino, el llamado Nanmei (en chino: 南 昧), cuya estatua fue erigida junto con la de Peroz III en el Mausoleo de Qianling, debería identificarse con Aluohan.
La figura Wahrām-ī-Warȷā̌wand en la literatura pahlavi tardía puede señalar a Bahram VII.
Bahram murió en 710 en su domicilio particular en Luoyang.
El hijo de Bahram VII, el príncipe Cosroes, registrado como Juluo (en chino: 俱 羅; pinyin: Jū Luó) en fuentes chinas, continuó los esfuerzos militares de su padre. Sin embargo, las campañas de Cosroes y su primera invasión exitosa a Persia finalmente fracasaron. Probablemente sea el mismo Khosrow mencionado por al-Tabari.